# Polypedilum trinimaculum
Polypedilum trinimaculum är en tvåvingeart som först beskrevs av Tokunaga 1940.  Polypedilum trinimaculum ingår i släktet Polypedilum och familjen fjädermyggor. Inga underarter finns listade i Catalogue of Life.